# Ошогбо
Ошо́гбо (йоруба Òṣogbo [òʃōɡ͡bō], англ. Osogbo, Oṣogbo, реже Oshogbo) — город в Нигерии, столица штата Осун.

## История
Ошогбо был основан в начале XVII века охотниками из близлежащей деревни, страдавшей от засухи. После падения старого Ойо население города возросло за счёт миграции из других городов йоруба.

## Общие сведения
Ошогбо расположен на реке Ошун, через него проходит железная дорога из Лагоса в Кано. Город известен своей художественной школой и зданием рынка Оджа-Оба — бывшего дворца правителя. Высота центра НП составляет 308 метров над уровнем моря.
Ошогбо является торговым центром сельскохозяйственного района. Здесь выращивают ямс, кассаву, табак, хлопок и другие культуры. Имеются несколько гостиниц и футбольный стадион на 10 000 зрителей. По состоянию на 1988 г., 27 % населения были заняты в сельском хозяйстве, 8 % — в торговле и 30 % были служащими и учителями.

## Демография
Население города по годам:
| 1991    | 2010    |
| ------- | ------- |
| 250 951 | 678 265 |